# Bromato de sódio
Bromato de sódio é um forte agente oxidante, normalmente usado como auxiliar de pintura e tingimento, permanentes para cabelos, agente químico, ou solvente de ouro em mineração quando usado brometo de sódio. É uma formulação baseada em bromato como agentes oxidantes a usada em banhos contínuos nos processos de tingimento envolvendo corantes "ao enxofre" ou de "tina". Fórmula molecular: NaBrO3, Número CAS [7789-38-0].
Sinônimos no mercado: dyetone, neutralizante K 126, neutralizante K 140, neutralizante K 938